# 環日本海新潟駅伝
環日本海新潟駅伝（かんにほんかいにいがたえきでん）は、かつて新潟県や新潟市などを主催として毎年10月に行われていた駅伝競走大会。

## 概要
新潟県および新潟市と友好関係を結んでいる海外都市と、新潟県を中心とした日本海沿岸道府県+新潟県に隣接する県が、各県単位・都市単位で男女混成の駅伝チームを構成して戦う大会として1992年に始まった。第1回 - 第3回大会までは、6区間・32.7kmで実施され、第4回から7区間・42.195kmで実施されたが、2004年の第13回をもって廃止された（最後の大会は2004年10月17日開催。なお、その6日後10月23日に新潟県中越地震が起きた）。

### 主催
- 新潟県
- 新潟市
- 新潟陸上競技協会
- 新潟県教育委員会
- 新潟市教育委員会

### 共催
- テレビ新潟放送網

### 協賛
- 亀田製菓
- コロナ
- 第四銀行

## 主な参加チーム

### 海外
- ハルビン（中華人民共和国）
- ソウル（大韓民国）
- ハバロフスク（ロシア連邦）
- ウラジオストク（ロシア連邦）
- イルクーツク（ロシア連邦）
- ガルベストン（アメリカ合衆国）
- スプリングフィールド（アメリカ合衆国）

### 国内
- 北海道
- 青森県
- 秋田県
- 山形県
- 福島県
- 長野県
- 富山県
- 石川県
- 福井県
- 滋賀県
- 京都府
- 兵庫県
- 鳥取県
- 島根県
- 山口県
- 福岡県（第10回大会のみ参加。しかし地元福岡放送では放送されなかった。）
- 新潟県
- 新潟市

## テレビ中継
テレビ新潟制作であるため、テレビ新潟のアナウンサーのほとんどが実況やインタビューなどで動員されていた。また、放送規模が大きいため、NNN系列局のアナウンサーが加わった。これには、放送される各局のアナウンサーは勿論のこと、日本テレビやミヤギテレビなど、放送されない局のアナウンサーも含まれる。移動中継車を持たないテレビ新潟のため、日本テレビの中継車が使用された。これらはNNN系列の結束を強めるという意味合いもあったといえる。
放送はテレビ新潟制作によって参加チームのあるNNN系列の日本海に接している道府県局に向けて生放送でネットされた。また、ytvのみ、時差ネットという形で深夜に放送された。また、BS日テレやCSの日テレG+でも視聴可能だった。
番組スポンサーによっては、普段は新潟ローカルでしか流れていないCMが他県でも視聴できる機会でもあった。
なお、2004年度はテレビ新潟のみで録画ダイジェストという形で放送され、他県での放送は無かった。

### ネット局
- 札幌テレビ
- 青森放送
- 秋田放送
- 山形放送
- 福島中央テレビ
- テレビ信州
- 北日本放送
- テレビ金沢
- 福井放送
- 読売テレビ（時差ネットにより、深夜に放送）
- 日本海テレビ
- 山口放送
- BS日テレ
- 日テレG+

## 補足
なお、当駅伝は2004年を以って終了となったが、新潟県では2009年に新潟国体を控えていることもあり、引き続き陸上競技大会の開催を検討していた。そして2005年夏に「新潟県中越大震災復興支援新潟ビッグ陸上フェスタ」の開催を決定し、大会事務局も開設された（10月16日にビッグスワンで開催）。県の陸上競技関係者は、当駅伝に代わる新しい大会として2006年度以降も定着させていきたいとしている。